# 共同統治国ボスニア・ヘルツェゴビナ

共同統治国ボスニア・ヘルツェゴビナ
Kondominij Bosne i Hercegovine (ボスニア語)
Кондоминијум Босна и Херцеговина (セルビア語)
Kondominij Bosna i Hercegovina (クロアチア語)
Kondominium Bosnien und Herzegowina (ドイツ語)
Bosznia-Hercegovinai Kondomínium (ハンガリー語)

オーストリア＝ハンガリー（ピンクと緑で示された部分）の内ボスニア・ヘルツェゴヴィナ（青で示された部分）

共同統治国ボスニア・ヘルツェゴビナ（きょうどうとうちこくボスニア・ヘルツェゴビナ）は、現在のボスニア・ヘルツェゴビナの領域に置かれたオーストリア帝国とハンガリー王国の共同統治地域である。オスマン帝国領だったボスニア州とヘルツェゴビナ州は、1878年のベルリン会議によってオーストリア＝ハンガリー帝国の支配下に置かれた。その30年後の1908年、同帝国がボスニア・ヘルツェゴビナを正式に併合し（ボスニア・ヘルツェゴビナ併合）、オーストリア帝国とハンガリー王国のコンドミニアム（共同主権地域）を設立したことによってボスニア危機が発生した。しかし、第一次世界大戦末の1918年10月29日、帝国の崩壊過程でスロベニア人・クロアチア人・セルビア人国が形成され、この共同統治地域は事実上消滅した。
本項では行政権がオーストリア＝ハンガリー帝国へと移った1878年から、同帝国崩壊の1918年までの40年間について記述する。

## 名称
この時代のボスニア・ヘルツェゴビナを限定的に表す一般的な用語は現時点では見られない。
当国存在中に発行された『墺地利匈牙利』書中に「ボスニア・ヘルツェゴヴィナ合成州」の呼称が現れている ものの、他ではこの用例は見られず、多くは単に「ボスニア・ヘルツェゴヴィナ」「ボスニア＝ヘルツェゴビナ」などと表現されるに留まっている。

## 共同統治の理由
近世にオスマン帝国から中東欧諸国が領土を回復していく過程では、オスマン帝国侵攻以前の形態への回帰という形がおおむね守られていた。ハンガリー王冠領におけるハンガリー王国とクロアチア＝スラヴォニア王国の境界などは典型的である。しかし、ボスニア・ヘルツェゴビナはオーストリア帝国・ハンガリー王国のどちらの支配も受けたことがなかったため、どちらにも含むことができなかった。そのため、ボスニア・ヘルツェゴビナは「オーストリア＝ハンガリー帝国」の統治地域として、その統治はオーストリア帝国とハンガリー王国が共同で行うものとされた。

## 成立の背景
ボスニア・ヘルツェゴビナは15世紀にボスニア王国が滅亡して以来400年以上にわたってオスマン帝国の支配下にあり、ムスリムが進出して民族的・宗教的多様性を増したが、その間ボスニア、ズヴォルニク、ヘルツェゴヴィナという3つの県（サンジャク）が1つの州（ベイレルベイリクまたはヴィラーエト）を成すことで領土的一体性を保持し続けていた。
しかし、オスマン帝国が衰退していく中、1875年にヘルツェゴヴィナを起点にしてオスマン帝国への反乱（ヘルツェゴヴィナ蜂起）が発生してボスニア・ヘルツェゴビナ全土へと広がった上、反乱援助のためセルビア公国とモンテネグロ公国がオスマン帝国に宣戦布告するほどになる。
この動乱がバルカン方面に対して消極的であったロシア帝国を動かし、東方問題が再燃。目下の動乱に危機感を覚えたオーストリア＝ハンガリー帝国外相アンドラーシは、ロシア帝国の中立とオスマン帝国の改革を試みるが努力虚しく、ロシア帝国もまたオスマン帝国改革を目指して戦争を決心し、1877年に露土戦争が勃発した。戦争はオスマン帝国の敗北に終わり、翌78年にベルリン会議が開かれた。

## 併合前の歴史

### 成立
ベルリン会議において、ロシア帝国は領土分割の例を作って自国による領土割譲を正当化するため、ボスニア・ヘルツェゴビナをオーストリア＝ハンガリー帝国に押しつけようとしていた。しかし、アンドラーシは、オスマン帝国の衰退と消滅がオーストリア＝ハンガリー帝国崩壊の序曲になると考えて慎重な動きを見せ、露土戦争中オーストリア＝ハンガリー帝国は一貫して中立を保ち、ボスニア・ヘルツェゴビナの割譲も避けようとしていた。割譲の回避策としてボスニア・ヘルツェゴビナとセルビア公国との連合が挙がったが、これを実現する力には欠けていた。
結局、列強諸国の説得によって、ベルリン条約でボスニア・ヘルツェゴビナの行政権がオーストリア＝ハンガリー帝国へと移ったが、アンドラーシは1世代のうちにボスニア・ヘルツェゴビナを改革後のオスマン帝国へ返還できると考えており、あくまでボスニア・ヘルツェゴビナはオスマン帝国領であった。

### 統治
ベルリン条約締結後、ボスニア・ヘルツェゴビナ各地でムスリムや正教徒による占領への大規模な抵抗が起こったため、オーストリア＝ハンガリー帝国は苦労して軍事占領下に置かねばならなかったが、その後オーストリア＝ハンガリー帝国は一定の近代化を進め、行政・技術・各種学問分野の知的産物と、公共建築物の他に軍事・金融・宿泊・娯楽などに関わる各施設、保養地への上水道などの物的産物をボスニア・ヘルツェゴビナにもたらした。
一方、オーストリア＝ハンガリー帝国は、オスマン帝国時代の社会構造を維持してボスニア・ヘルツェゴビナの支配層であったムスリム地主に依拠した統治を行うことが得策であると考え、大規模な土地改革を行わなかった。オスマン帝国時代の構造を維持するという考えは、新造の公共建築物がオスマン帝国流のものであったことからも窺える。
ましてオーストリア＝ハンガリー帝国の施策は不徹底に終わった。オーストリア＝ハンガリー帝国の行政官は南スラヴ民族主義の高揚をおそれて教育・自治の運動を妨げ、この傾向はボスニア・ヘルツェゴビナ併合後も続いた。その結果、1918年にオーストリア＝ハンガリー帝国が崩壊した時点で、未だ人口の80％は字が書けなかった。
また、民族的な側面を見れば、それまでは地域を基盤とした「ボスニア人」という意識が強かったが、1880年代に隣国のセルビア公国（1882年以降はセルビア王国）やオーストリア＝ハンガリー帝国内のクロアチア＝スラヴォニア王国から、ボスニア・ヘルツェゴビナの正教徒やカトリックへの民族的働きかけが強まり、正教徒はセルビア人、カトリックはクロアチア人という民族意識が浸透を始め、これに対抗する形でムスリムの民族意識も高まっていった。
こうした民族意識の変化に対し、19世紀末から20世紀初頭にかけてボスニア・ヘルツェゴビナの直接的な責任者でもあったオーストリア＝ハンガリー帝国大蔵大臣カーライは、ムスリム地主層に依拠しながらも、愛国的感情に基づく「ボスニア主義（ボシュニャシュトヴォ）」政策を進めようとした。これにはセルビアやクロアチアの民族意識の浸透を防止し、そうした民族意識に代わる「ボスニア人（ボシュニャク）」という意識を形成しようという狙いがあった。しかし、上から「ボスニア人」を形成するこの取り組みは上手くいかず、住民には浸透しなかったどころか、むしろ住民の反発を招いて、それぞれの民族・宗教的帰属意識を高めていくこととなった。

## 併合

### セルビア王国の経済的自立
1903年、親オーストリア＝ハンガリー帝国派であったオブレノヴィッチ家のセルビア国王アレクサンダルがクーデターで暗殺され、カラジョルジェヴィチ家から親ロシア帝国派のペータル1世が即位した。ペータル1世は南スラヴ統一主義に熱心であった。以後、セルビア王国はオーストリア＝ハンガリー帝国からの経済的自立を目指して動き始め、ブルガリア公国やモンテネグロ公国との関係を強化していく。
1906年、エーレンタールがオーストリア＝ハンガリー帝国の新たな外相となった。エーレンタールは日露戦争後のロシア帝国がバルカン半島で積極的な南下政策を実行することと、オスマン帝国の衰退が決定的であることを踏まえ、ロシア帝国と行動をともにする方針を提案した。しかし、オーストリア＝ハンガリー帝国の外務は他国の動向からはあまり独立できておらず、同年にアウスグライヒが更新されると、その内容によってハンガリー王国とセルビア王国が経済的な衝突を深めた。
結果として同年、セルビア王国の主要輸出品であった豚への関税を巡る貿易摩擦「豚戦争」が発生し、オーストリア＝ハンガリー帝国とセルビア王国の対立がさらに深まる。この「豚戦争」により、セルビア王国は経済的自立を達成した上でロシア帝国に接近するに至った。

### 併合の実施
自立したセルビア王国では「大セルビア主義」が拡大し、この実現のため海への出口を求めてセルビア人住民が多く住むボスニア・ヘルツェゴビナを狙った。
エーレンタールはこうした動きに危機感を覚え、セルビア王国への打撃を模索した。セルビア王国をオーストリア＝ハンガリー帝国とブルガリア公国で分割するという計画も挙がったがこれは採用されず、実践的な計画としてボスニア・ヘルツェゴビナの併合が挙げられた。しかし、行政権が移って以来のオーストリア＝ハンガリー帝国による統治の利益は、近代化の不徹底故に大きくはなかった。そこで、併合肯定派はこの不徹底こそボスニア・ヘルツェゴビナがオーストリア＝ハンガリー帝国領でないがゆえのものであると主張し、併合によって施策はより徹底されるものと考えた。
こうしてオーストリア＝ハンガリー帝国はボスニア・ヘルツェゴビナ併合を選択し、エーレンタールは1908年9月に併合の前段階としてロシア帝国と交渉を行った。ロシア帝国外相イズヴォリスキーが日露戦争で傷ついたロシア帝国の威信の回復を考慮して、素早い交渉の実現にも気を配っていたこの交渉において、ロシア帝国がボスニア・ヘルツェゴビナの併合を承認し、見返りにオーストリア＝ハンガリー帝国はロシア帝国海軍のボスポラス・ダーダネルス両海峡通過を支持することが約束された。こうしてロシア帝国による賛成を取りつけた上で、1908年10月5日、ボスニア・ヘルツェゴビナは併合された。
またこの際、主権国であったオスマン帝国には、ノヴィ・パザルからの撤兵と250万ポンドの償金によって併合を承諾させた。

### ボスニア危機
ボスニア・ヘルツェゴビナ併合後の情勢は、交渉した両外相の思惑通りには進まなかった。セルビア王国の反発は予期した通りであった一方で、イギリスとフランスがロシア艦隊の両海峡通過を認めなかったためである。これによってオーストリア＝ハンガリー帝国は外交的屈辱を味わい、対セルビア王国宣戦準備を始める。ボスニア危機と呼ばれる一連の緊張状態は、こうして始まった。
その後、見返りを得られなかったロシア帝国で、セルビア王国に同情的な感情が高まってロシア帝国が併合反対派に回り、それでもオーストリア＝ハンガリー帝国は軍備を進めたため緊張は深刻化したが、セルビア王国侵攻による不利益が大きいと考えられた結果、翌1909年2月、すでに軍の動員が始まっていた中でエーレンタールは宣戦の取りやめを決定した。さらに3月には、ドイツ帝国がロシア帝国に対し最後通牒という形で圧力をかけ、ロシア帝国にセルビア王国を見放させた。これによって3月30日、遂にセルビア王国が折れてボスニア危機は終結した。

## 併合後の歴史

### 統治
先述の通り、南スラヴ民族主義の高揚を恐れたボスニア・ヘルツェゴビナの行政官は、併合後も教育や自治の運動を妨げ続けていた。そのため、新たな学校の創設は行われず、さらには経済の改善も行われなかった。
併合されたボスニア・ヘルツェゴビナには、他のオーストリア＝ハンガリー帝国構成地域と同様に州議会が置かれた。しかし、普通選挙を導入したオーストリア＝ハンガリー帝国議会とは対照的に、行政機能の大半を担うこの州議会はオーストリア＝ハンガリー帝国旧来の制限選挙と「選挙区」選挙人の体制に留まり、結果的に地主の専横を残し続けた。ボスニア・ヘルツェゴビナの「選挙区」は大領地、都市、田舎の共同体の3つに、さらにその中でギリシャ正教、ローマ・カトリック、イスラム教の3つに分けられ、この3つの宗教の比率は固定されていた。これによって、ムスリム地主は二重の代表権を確保していた。
そしてこの体制下で、民族的多数派であったセルビア人やクロアチア人は社会的に劣等な地位に置かれていた。ウィーンの理論家らは、併合後のボスニア・ヘルツェゴビナで貧困化した、セルビア人やクロアチア人の非識字の農民から目を背けていたのである。こうした状況にあって、彼らはオーストリア＝ハンガリー帝国支配に反対する秘密結社を次々に結成していった。

### サラエボ事件
1914年6月28日、ボスニア・ヘルツェゴビナに駐留していたオーストリア＝ハンガリー帝国軍を観閲すべく訪れていたフランツ・フェルディナント皇太子夫妻が、訪問を歓迎する群衆に紛れていた刺客によって射殺された（サラエボ事件）。夫妻を射殺したプリンツィプは学生・生徒の多様な運動体「青年ボスニア」の一員であり、彼に軍事訓練を施し凶器のピストルを与えたのは、1911年に結成された「大セルビア」実現を目指すセルビア系秘密組織「黒手組（統一か死か）」であった。この組織も先述の秘密結社の一つである。
しかし、オーストリア＝ハンガリー帝国政府は、彼の裏にあった組織が1908年末にセルビア王国で結成された「民族防衛団（ナロードナ・オドブラナ）」であると考え、セルビア王国政府の手引きによるものとしてセルビア王国に最後通牒を突きつけた。
こうしてオーストリア＝ハンガリー帝国はセルビア王国へと宣戦布告し、第一次世界大戦が勃発した。

### 第一次世界大戦と共同統治領の終焉
第一次世界大戦は、ボスニア・ヘルツェゴビナにも甚大な影響を及ぼした。大戦期間を通じて、当時のボスニア・ヘルツェゴビナの人口の5分の1にあたる36万人もの犠牲者が出たという。
1917年5月30日、開戦以来停止されていた帝国議会が復活し、帝国諸民族の希望が述べられた。ここでスロヴェニア人を中心とする南スラヴ人議員からなる「ユーゴスラヴィア・クラブ」が、帝国内の南スラヴ地域を統一された政治単位として帝国を二重制から三重制へと改組するという旨の「五月宣言」を表明した。この宣言は翌18年10月16日に「ハンガリーの聖なる王冠に属する諸国の保全を決して侵害しない」という文言つきで認められた。しかし、敗色濃厚となっていた当時、もはや南スラヴ人はオーストリア＝ハンガリー帝国の枠組みに残ろうとはしておらず、8月には既に南スラヴ人の自決権行使の動きが始まって、10月6日にはザグレブで「スロヴェニア人・クロアチア人・セルビア人民族会議」が創設されていた。
こうして10月29日、この民族会議を権力機関とするスロヴェニア人・クロアチア人・セルビア人国の独立が宣言され、共同統治領は事実上消滅した。独立が国際的承認を受けられなかったため、名目上はまだオーストリア＝ハンガリー帝国領として扱われていたが、11月3日にオーストリア＝ハンガリー帝国が休戦協定に調印し、最後の皇帝カール1世が11日にオーストリア帝国の、13日にハンガリー王国の権利を放棄したことで、共同統治領は帝国とともに完全に消滅した。

## 帝国崩壊後のボスニア・ヘルツェゴビナ
国際的承認を受けられなかったスロヴェニア人・クロアチア人・セルビア人国の呼びかけで、11月6日から9日にかけてジュネーヴで会議が開かれた。会議に出席したのはスロヴェニア人・クロアチア人・セルビア人民族会議の代表3名、セルビア王国首相パシッチ、セルビア王国野党勢力3名、ユーゴスラヴィア委員会代表5名であり、モンテネグロ王国代表は参加しなかった。この会議で、南スラヴ統一国家の国家形態が決まるまで、セルビア王国政府と民族会議とが併存して旧帝国領南スラヴ地域を統治するという主旨の「ジュネーヴ宣言」が発せられた。
パシッチはこれに不服であり、事態は順調には進まなかったが、旧帝国領では社会的混乱が続き、さらにイタリア王国がロンドン条約に基づいてダルマツィア沿岸部を占領したこともあって、ダルマツィアの民族会議が14日にスロヴェニア人・クロアチア人・セルビア人民族会議に対して統一交渉を促す要請を行った。19日には、ボスニア・ヘルツェゴビナの民族会議も同様の要請を行った。その後も統一に向けた動きが進み、モンテネグロ王国での反乱やクロアチアの一部勢力の反対を押し切って、ジュネーヴ宣言ではなく大戦中に出されたコルフ宣言に沿って統一を進める方針で27日に決着した。こうして12月1日、セルビア王国摂政アレクサンダルがセルビア人・クロアチア人・スロヴェニア人王国の成立を宣言した。